# Amok (ethnologie)
Pour les articles homonymes, voir Amok.
L'amok est un comportement meurtrier, toujours individuel, observé en de nombreux endroits du monde par l'ethnographie, puis théorisé à partir de sa forme institutionnalisée en Malaisie.

## Observation et théorie

### Ethnologie: définition et causes
L'amok est le fait d'une personne agissant seule. C'est un accès subit de violence meurtrière qui prend fin par la mise à mort de l'individu après que ce dernier a lui-même atteint un nombre plus ou moins important de personnes. Cette forme de l'amok observée par des voyageurs et des ethnologues notamment en Malaisie (d'où le mot vient), Inde, Philippines, Polynésie, Terre de Feu, Caraïbes, Région arctique ou Sibérie est un comportement majoritairement masculin. Si les causes du déclenchement sont socialement déterminées et de l'ordre de frustrations importantes (humiliations, échecs en public) induisant un désir de vengeance, le mécanisme est celui de la décompensation brutale. Parfois simplement qualifiée de « folie meurtrière », la course d'amok est assimilée à une forme de suicide. Bien qu'elle soit ordinairement perpétrée à l'arme blanche dans les sociétés traditionnelles, on peut en trouver un équivalent dans le monde contemporain avec certaines des tueries de masse par arme à feu perpétrées par un individu seul, s'achevant par sa capture ou sa mort concrète parfois même auto-administrée, ou bien par sa mort sociale volontaire quand l'auteur de la tuerie se rend à la justice pour y être condamné, ce qui, dans certains cas, le conduit à l'exécution. Le schéma central est alors similaire : forme de suicide accompagnée d'une libération des pulsions homicides.
On trouve également le récit de décompensations correspondant à cette définition, dans des journaux personnels rédigés par des soldats dans les tranchées lors de la Grande Guerre. Dans de telles scènes, l'auteur raconte comment un de ses camarades, de façon imprévisible, se dirige seul spontanément jusqu'à la tranchée ennemie dans l'intention d'en finir lui-même tout en supprimant autant d'ennemis qu'il lui sera possible. En correspondance avec la typologie des suicides établie par Durkheim, cette forme de la décompensation sous contrainte d'engagement patriotique est au comportement criminel ce que le suicide altruiste ou fataliste est au suicide égoïste.

### Étymologie et usage
Introduit dans la langue française vers 1830, le mot « amok » provient du mot malais amuk qui signifie « rage incontrôlable » pouvant désigner aussi bien la personne atteinte que l'accès lui-même.
Le mot a été utilisé par les Britanniques pour décrire un comportement meurtrier sans discernement. Il a ensuite été utilisé en Inde pendant l'Empire britannique, pour décrire un éléphant devenu incontrôlable et causant des dégâts importants dans sa fureur. Le mot a été rendu populaire par les récits coloniaux de Rudyard Kipling. Mais il est aussi usuellement utilisé en anglais pour désigner les comportements animaux insensés et destructeurs, même ceux des animaux domestiques. Le mot est toujours usité aujourd'hui, dans l'expression « to run amok », décrivant de manière plus large un comportement ou une situation devenant hors de contrôle.

### Psychiatrie
En 1904, Emil Kraepelin, psychiatre allemand qui figure parmi les fondateurs de la psychiatrie scientifique moderne, effectue un voyage d'étude à Java afin d'y tester la valeur universelle de sa classification des maladies psychiatriques. Il y identifie des troubles spécifiques à cette région, dont l'amok et le latah, pour lesquels il trouve des correspondances avec les entités diagnostiques qu'il a définies préalablement. Ce voyage marque la naissance de la « psychiatrie comparée, ».

### Exemples contemporains
- Andreas Lubitz, le copilote qui semble avoir volontairement crashé l'Airbus A320 du Vol 9525 Germanwings dans les Alpes en mars 2015, a été qualifié de « pilote amok » par la presse allemande[6].

## Dans les représentations culturelles

### Littérature
- Le comportement de l'amok a été décrit par Stefan Zweig dans sa nouvelle Amok ou le Fou de Malaisie (Der Amokläufer, 1922), où le narrateur rencontre dans un bateau un « amok » qui lui décrit sa folie, lorsque, après une longue période d'isolement en Malaisie, une femme blanche lui demande de la faire avorter.
- Malaisie, roman de l'écrivain français Henri Fauconnier, qui reçut en 1930 le prix Goncourt, est fondé sur l'expérience personnelle de l'auteur de la vie en Malaisie, en particulier dans les plantations de caoutchouc et de palmiers à huile. Il comprend une longue séquence dans son dernier quart où un des employés de la plantation devient progressivement amok et finalement violent.
- Morel, le personnage principal du roman de Romain Gary Les Racines du ciel (1956) est décrit à plusieurs reprises par les autres personnages comme amok : « Ça peut t’étonner, mais d’une certaine façon, je lui fais confiance. Ça a l'air con, mais je crois que c'est un pur… Un enragé, bien sûr, un piqué, mais un sincère, un type qui en a eu assez. Assez de nous, assez de nos mains, de nos cœurs, de nos pauvres cerveaux… Assez de la condition humaine. Évidemment, ce n'est pas à cheval et les armes à la main qu'on peut en sortir. Mais ce n'est pas un coup foireux. Il est devenu amok… »
- L'amok apparaît dans le roman d'anticipation de John Brunner Tous à Zanzibar (1968), qui imagine le monde en 2010. La population mondiale vit alors sous la menace constante d'une crise d'amok chez l'un de ses contemporains, appelé Amocheur. Créés par la pression sociale, les Amocheurs sont subitement pris d'une fureur meurtrière qui les conduit à s'attaquer à leur entourage tout en les dotant d'une force physique surhumaine. Dans le 26e chapitre, l'un des héros, l'agent secret américain Donald Hogan, vit un affrontement violent avec un de ces Amocheurs sur l'île indonésienne imaginaire du Yatakang.
- L'écrivain Gérard de Villiers évoque cette passion destructrice dans son roman Amok à Bali (1970).
- Dans La Ligne noire (2004), roman de Jean-Christophe Grangé, des habitants du Sud-Est asiatique évoquent l'amok comme étant responsable de la frénésie meurtrière d'un tueur en série français venu vivre dans leur région.
- Hervé Guibert, dans son livre Suzanne et Louise, évoque ses tantes et leurs chiens, Whisky et Amok : « Louise n'aura jamais que des chiens qui s'appelleront Amok et Whisky, la folie homicide et l'alcool. »
- La troisième partie du livre Terminus radieux (2014) d'Antoine Volodine est intitulée « Amok ».
- Peter Handke, dans le roman La Femme gauchère, fait dire à son personnage principal : « Dans le livre que je suis justement en train de traduire, se trouve une citation de Baudelaire : la seule action politique qu'il comprenait, c'était la révolte. Et moi j'ai pensé soudain : la seule action politique que moi je comprenne, c'est l'amok. »

### Musique
- Fin de la Symphonie no 12 « Helsingeborg » BVN 318, de Rued Langgaard (1946) : « Amok ! Un compositeur explose ».
- Tink Walks Amok est un morceau instrumental de Frank Zappa sur l'album The Man from Utopia (1983).
- Dans sa chanson Sweet Amanite Phalloïde Queen, parue en 1986 dans l'album Météo für nada, l'artiste Hubert-Félix Thiéfaine utilise le mot amok : « amour-amok et paradise ».
- Le groupe de rock français La Souris déglinguée a composé un thème musical nommé Amok sérénade, paru en 1989 dans son album Paris 23.05.89.
- Le groupe français JMPZ a composé un morceau intitulé Amok sur son album Cyclothymique sorti en 2001.
- Le groupe de heavy/death metal mélodique finlandais Sentenced intitule son album sorti en 1993 Amok (en).
- Le groupe allemand d'Eurodance 666 a titré Amokk un titre sorti en 1998 sur son album Paradoxx.
- Le groupe allemand Diary of Dreams a titré Amok une chanson sortie en 2002 dans son maxi-single portant le même titre.
- Le groupe allemand de rock électronique Terminal Choice a titré Amok une chanson sortie en 2002 et reprise en 2003 en bonus dans son album Menschenbrecher.
- Le groupe allemand Kreator a également utilisé le thème de l'amok pour sa chanson Amok Run sur l'album Hordes of Chaos (2009).
- Le groupe Atoms for Peace a titré son premier album Amok (2013).

### Cinéma
Plusieurs films réalisés de 1927 à 1993 en France, au Mexique, en Géorgie, portent le titre Amok.
Bien que non citée en tant que telle, la forme moderne de l'amok est l'argument central qui inspire plusieurs films récents dont Chute libre (Falling Down).